# Klasztor Dominikanów w Raciborzu

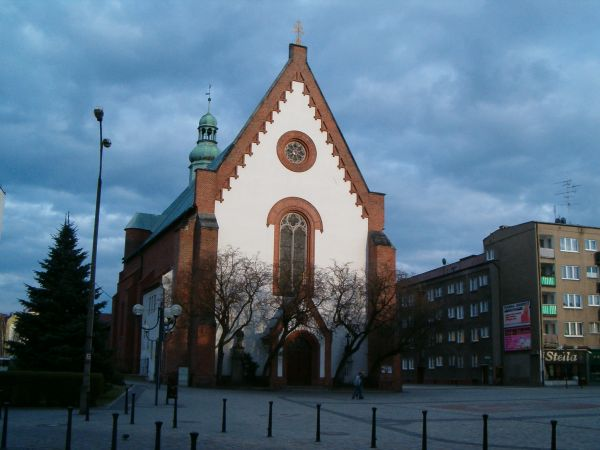
Podominikański kościół św. Jakuba dzisiaj

Klasztor Dominikanów – konwent zakonny istniejący w Raciborzu w latach 1258–1810.

## Historia
Dokument założycielski klasztoru został wydany 14 kwietnia 1258 roku przez księcia Władysława, który ufundował klasztor w imieniu swoim, swojej matki Wioli i nieżyjącego brata Mieszka Otyłego, zmarłego 22 października 1246 roku. W Raciborzu w owych czasach obradowała kapituła toteż przy wydawaniu dokumentu założycielskiego było obecnych wielu rycerzy, osób duchownych i świeckich, m.in. palatyn opolski komes Mroczek, notariusz Godhard, kasztelanowie Opola, Mikołowa i Siewierza, wójt raciborski Gottschalk, a przede wszystkim biskup wrocławski Tomasz I, który złożył swoją pieczęć pod dokumentem. W dokumencie widnieje zapis, że dla zakonu miał być postawiony dom przy kościele św. Jakuba. Książę oddał w ręce dominikanów pożytki i dochody z odnogi rzeki Psinki wraz z młynem oraz należne mu daniny od ław rzeźniczych. Natomiast cech rzeźników dostarczał także łój do wiecznej lampy kościoła św. Jakuba aż do 1811 roku.
W 1546 roku pożar strawił całe zabudowania klasztorne. Klasztor został odbudowany w 1573 roku, a już w 1574 roku kolejny pożar dotknął konwent.
W 1810 roku rząd pruski przeprowadził sekularyzację dóbr kościelnych. Majątek raciborskiego klasztoru bez wartości budynków oszacowano na 14 590 florenów, z czego same kapitały pieniężne wynosiły 13 479 florenów. Niestety, budowle klasztorne zostały rozebrane.

### Pierwsze polskie zdanie
Istnieją wiarygodne przesłanki mówiące o tym, że w Raciborzu, w klasztorze Dominikanów, powstała kronika, z której korzystał Jan Długosz pisząc Roczniki Królestwa Polskiego i zawierała zapisane słowa księcia Henryka Pobożnego, które wypowiedział podczas bitwy pod Legnicą, w obliczu nadciągającej klęski, które miało brzmieć gorze szą nam stało, to znaczy spadło na nas wielkie nieszczęście. Klasztor w tamtych czasach był znany i ceniony, a także posiadał liczne związki z innymi konwentami dominikanów.

## Klasztor
Klasztor znajdował się na północ od kościoła. Swoją powierzchnią zajmował duży obszar, sięgając aż do murów miejskich. 
Niestety do naszych czasów nie zachował się żaden wizerunek gmachu klasztornego. Jedynymi dokumentami mówiącymi o jego wyglądzie są plany przebudowy. Bowiem po sekularyzacji zamierzano adaptować zabudowania na potrzeby starościńskiej królewskiej kasy podatkowej i akcyzowej (Landrätliche Königliche Steuer- und Accise-Casse). Z tych planów wynika, że zabudowania klasztorne rozpoczynały się przy prezbiterium kościoła św. Jakuba, które ciągnęły się na długość około 34 metrów w kierunku północnym, mając około 8,5 metra szerokości. Przy końcu skrzydła zabudowania były skierowane na zachód na długość około 30 metrów (skrzydło północne) oraz na szerokość 7 metrów. Natomiast wzdłuż północnej ściany kościoła znajdowały się znacznie węższe zabudowania, mające około 4 metrów szerokości. Jednak nie wiadomo czy było to trzecie, południowe skrzydło klasztoru. W projekcie nie ma również zaznaczonego czwartego, zachodniego skrzydła, które zamykałoby dziedziniec klasztorny.
W planie było rozważane wykorzystanie pomieszczeń na parterze wzdłuż północnej ściany kościoła oraz pięter skrzydła wschodniego i północnego. Parter miał być przeznaczony na magazyny towarowe, pomieszczenia biurowe i kasę, a na piętrze miały znajdować się trzy mieszkania, m.in. dla dzwonnika oraz dalsze pomieszczenia starościńskiego biura królewskiej kasy podatkowej i akcyzowej.
Istniał również inny projekt, który zakładał umieszczenie w skrzydle wschodnim pomieszczeń dla całego batalionu landwery (czterech kompanii piechoty i szwadronu kawalerii. Z tego planu wynika, że budowla miała dwa piętra, a pozostałe skrzydła zostały pominięte.
Ostatecznie zabudowania klasztorne zostały rozebrane, a na terenie klasztoru został urządzony plac ćwiczeń do jazdy konnej dla II pułku ułanów generała Dallwiga oraz wybudowano stajnie garnizonowe na 152 konie. Jesienią 1870 roku w stajniach umieszczono 520 francuskich jeńców, a dostęp do tych terenów został zamknięty.
Ostatecznie stajnie rozebrano, a do dzisiaj zachowała się ujeżdżalnia, która obecnie została zaadaptowana na halę targową.
Jedyną pozostałością po klasztorze, a właściwie po krużganku klasztornym, jest zakrystia kościelna od strony placu Targowego.

### Przeorzy
- Wincenty z Kielczy (1257–1260),
- Jan z Sandomierza (1260),
- Marcin (1267)[9]
- Ulryk (1286)[9]
- Peregrin, (1303) spowiednik księcia Władysława,
- Andrzej (1315)[9]
- Jan (1343)[9]
- Wieńczysław (1375, 1379)[9]
- Leopold (1382, 1386), inkwizytor[9]
- Johannes Lobynsteyn (1432)[9]
- Andrzej (1466, 1476?)[9]
- Andrzej (1491, 1494)[9]
- Koniuszewski (1607),
- Sobiczewski (1649),
- Jankowski (1686),
- Michalski (1729),
- Regenbauer (1732),
- Danquard (1738),
- Langer (1787),
- Michał Grundey[10].

## Kościół św. Jakuba
Kościół św. Jakuba to jedyna pozostałość po klasztorze dominikanów. Obecny wygląd budowli pochodzi z początków XV wieku, po pożarze z 1300 roku. Dzisiejszy główny układ architektoniczny powstał w wyniku obudowy zakończonej w roku 1655, po pożarze z 1637 roku.